# Michael Madsen (fodboldspiller, født 21.03.1972)
 Der er flere personer med dette navn, se Michael Madsen.
Michael Madsen (født 21. marts 1972) er en dansk forhenværende professionel fodboldspiller, hvis primære position på banen var i forsvarsspillet og sekundært på den defensive midtbane.

## Spillerkarriere
Michael Madsen har tidligere som ungsenior spillet for Lundtofte Boldklubs bedste mandskab i serierne under Danmarksturneringen. I 1992? blev Madsen hentet til 2. divisionsklubben Ølstykke FC, hvor han spillede frem til sommeren 1993. Den defensive midtbanespiller var således med på klubbens førstehold, der i efterårssæsonen 1992 vandt sin østpulje i 2. division og derigennem sikrede sig oprykning til 1. division i forårssæsonen 1993 under Danmarksturneringens halvårlige turneringsstruktur.
I sommerpausen 1993 besluttede Madsen sig for at foretage et klubskifte til 2. divisionskollegaerne B.93, der i efterårssæsonen 1993 vandt østpuljen af 2. division grundlagt igennem 14 sejre, 3 uafgjorte og 1 nederlag. På baggrund af den daværende turneringsform i Danmarksturneringen skulle Østerbro-holdet nu spille i 1. division (tredjebedste række) i forårssæsonen 1994, hvor man på ny vandt sin række og først nu sikrede sig oprykning til den næstbedste række, 1. division, i efteråret 1994. Her spillede københavnerne de næste par sæsoner indtil man i 1997/98-sæsonen sikrede sig andenpladsen i 1. division, hvilket betød oprykning til Superligaen, men Madsen havde forinden forladt klubben. I tiden hos B.93 oplevede Madsen, som primært blev benyttet på den defensive midtbane, sammen med klubben at være ubesejret i 35 kampe.
Efter sommerpausen 1997 vendte Michael Madsen, hvis job/uddannelse i det civile liv er markedschef, tilbage til Ølstykke FC, hvor defensivspilleren underskrev en professionel spillerkontrakt og kort tid efter debuterede på klubbens førstehold i divisionerne. Den defensive spiller var med til at spille Ølstykke FC tilbage i den næstbedste fodboldrække i 1998/99-sæsonen, da man ved afslutningen på sæsonen var endt på en samlet tredjeplads (i alt fem klubber oprykkede op fra den tredjebedste række den pågældende sæson) og endnu engang i 2001/02-sæsonen via en samlet andenplads i 2. division. Den sidste officielle deltagelse blev hjemmebanekampen mod Hellerup IK den 30. marts 2003 i 1. division, der endte med slutresultatet 2-2. Madsen forlod klubben i sommerpausen 2003 efter at have spillet 164 officielle kampe og lavet seks scoringer for Ølstykke FC. I sin sidste sæson, 2002/03-sæsonen havde forsvarsspilleren kun opnået spilletid i i alt tre kampe, heraf en enkelt divisionskamp i efteråret 2002 og to divisionskampe i forårssæsonen 2003, efter at have været fast stamspiller på førsteholdet i alle sæsonerne forinden. Efter sin sidste officielle divisionskamp havde Madsen opsamlet strafpoint (jævnfør DBUs pointsystem for dommerkendelser) nok til at han skulle afsone en karantæne, før han på ny kunne blive spilleberettiget, men han vendte efterfølgende ikke tilbage til førsteholdstruppen.

## Titler/hæder

### Klub
- Ølstykke FC:
  - Vinder af 2. division vest 1992 (efterår)
- B.93:
  - Vinder af 2. division øst 1993 (efterår)
  - Vinder af 1. division 1994 (forår)

## Fodnoter og referencer
1. ↑  Statistikken viser det samlede antal optrædener og scoringer i hans hele tid i Ølstykke FC.
2. 1 2 3  "Michael Madsen (spillerprofil)". olstykke-fodbold.dk. Hentet 31. august 2008.{{cite news}}:  CS1-vedligeholdelse: url-status (link)
3. ↑  Jf. "Fodbold i Ølstykke : ØFC 1972-2003", Jørgen F. Nielsen, 2004, 1. oplag, 1. oplag, side 124, 133, 152 og ...
4. ↑  Jf. "19. maj 2003 : Boldklubben af 1893 110 år" (jubilæumsskrift), B93's Museumsudvalg (bl.a. bestående af Palle "Banks" Jørgensen), maj 2003, side 30.
5. ↑  Jf. "Dansk super fodbold 1995" (årspublikation), marts 1995, Divisionsforeningen, ISSN 0907-3973, side 46.
6. ↑  "Ølstykke svækket imod Fredericia karantæne". bold.dk. 9. april 2003. Arkiveret fra originalen 20. februar 2021.